# Norbert Tadeusz

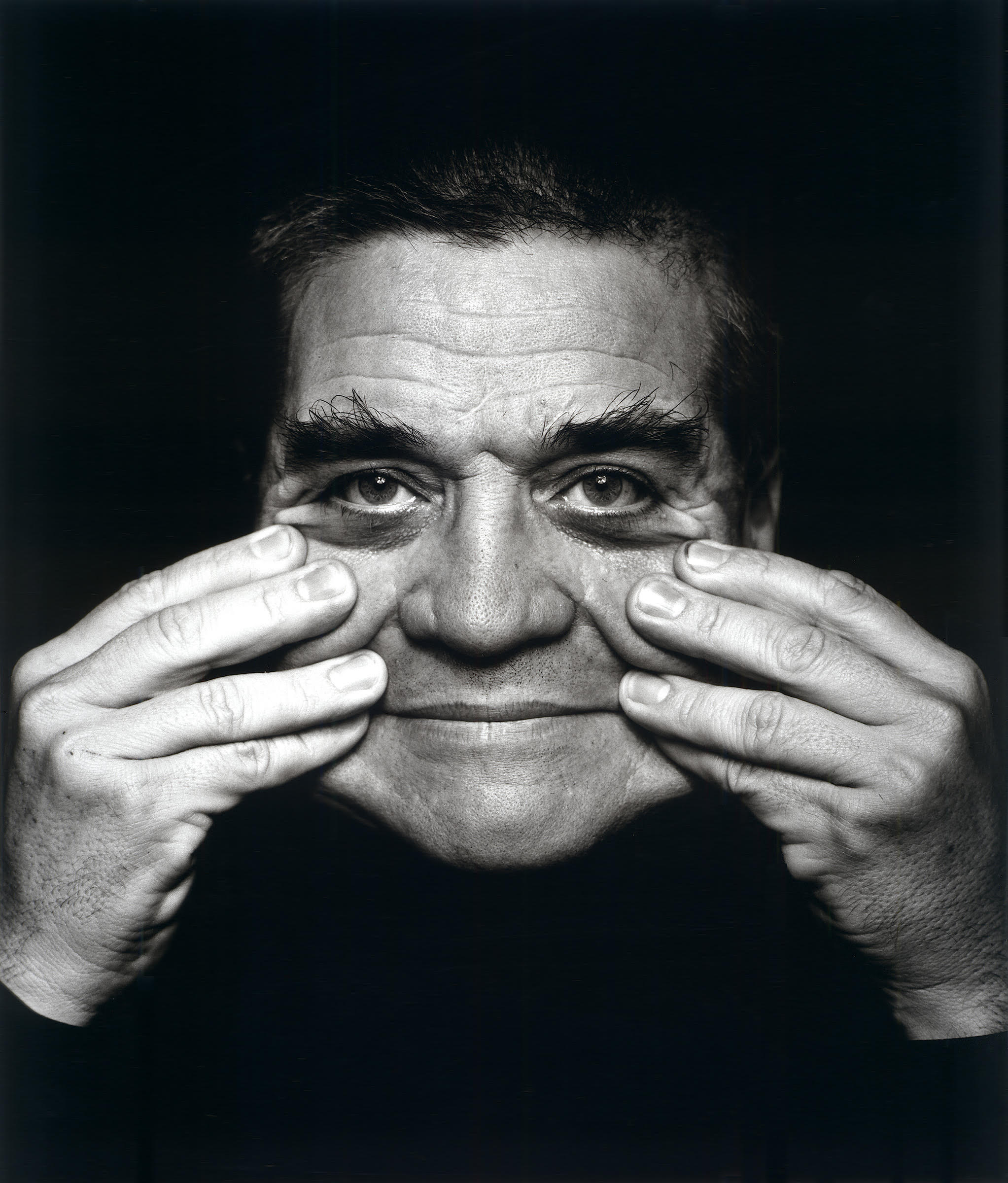
Norbert Tadeusz fotografiert von Oliver Mark, Düsseldorf 1995

Norbert Tadeusz (* 19. Februar 1940 in Dortmund; † 11. Juli 2011 in Düsseldorf) war ein deutscher Künstler und bekannter gegenständlicher Maler der Gegenwart.

## Leben und Werk
Tadeusz war der Sohn eines Dortmunder Bergmannes, der aus Polen stammte. Er studierte von 1960 bis 1961 an der Werkkunstschule Dortmund freie Malerei bei Gustav Deppe. Von 1961 bis 1966 folgte ein Studium an der Staatlichen Kunstakademie Düsseldorf bei Gerhard Hoehme, Joseph Fassbender und bei Joseph Beuys, der ihn zu seinem Meisterschüler ernannte. 1970 hielt er sich auf der Insel Elba auf, wo er Szenen der Alltagskultur in Italien malte.
Von 1973 bis 1981 arbeitete er als Dozent für Malerei an der Staatlichen Kunstakademie in Düsseldorf, Abteilung Kunsterziehung in Münster, heute Kunstakademie Münster, und 1981 als Professor an der Staatlichen Kunstakademie Düsseldorf, Abteilung Kunsterziehung. 1983 hielt er sich in Florenz auf. 1988 hatte er eine Gastprofessur an der Staatlichen Akademie der Bildenden Künste Karlsruhe inne. Von 1988 bis 1991 war Tadeusz Professor an der Hochschule der Künste in Berlin und von 1991 bis 2003 Professor für Monumentalbildnerei an der Hochschule für Bildende Künste Braunschweig. In den 1990er Jahren lebte er mit der Kölner Künstlerin Ulla Horký zusammen; 2002 heiratete er die Malerin Petra Lemmerz. Sie verwaltet seit 2011 den Norbert Tadeusz Estate.
Seine Gemälde zeichnen sich insbesondere durch komplexe Kompositionen, überzeugende Formstrenge und eine überwältigende Farbkraft aus. Kunsthistorisch lässt sich Tadeusz nur bedingt dem Expressionismus zuordnen, sein Werk hat viele Überschneidungen mit dem Antifuturismus. Er engagierte sich besonders für das Museum Insel Hombroich.

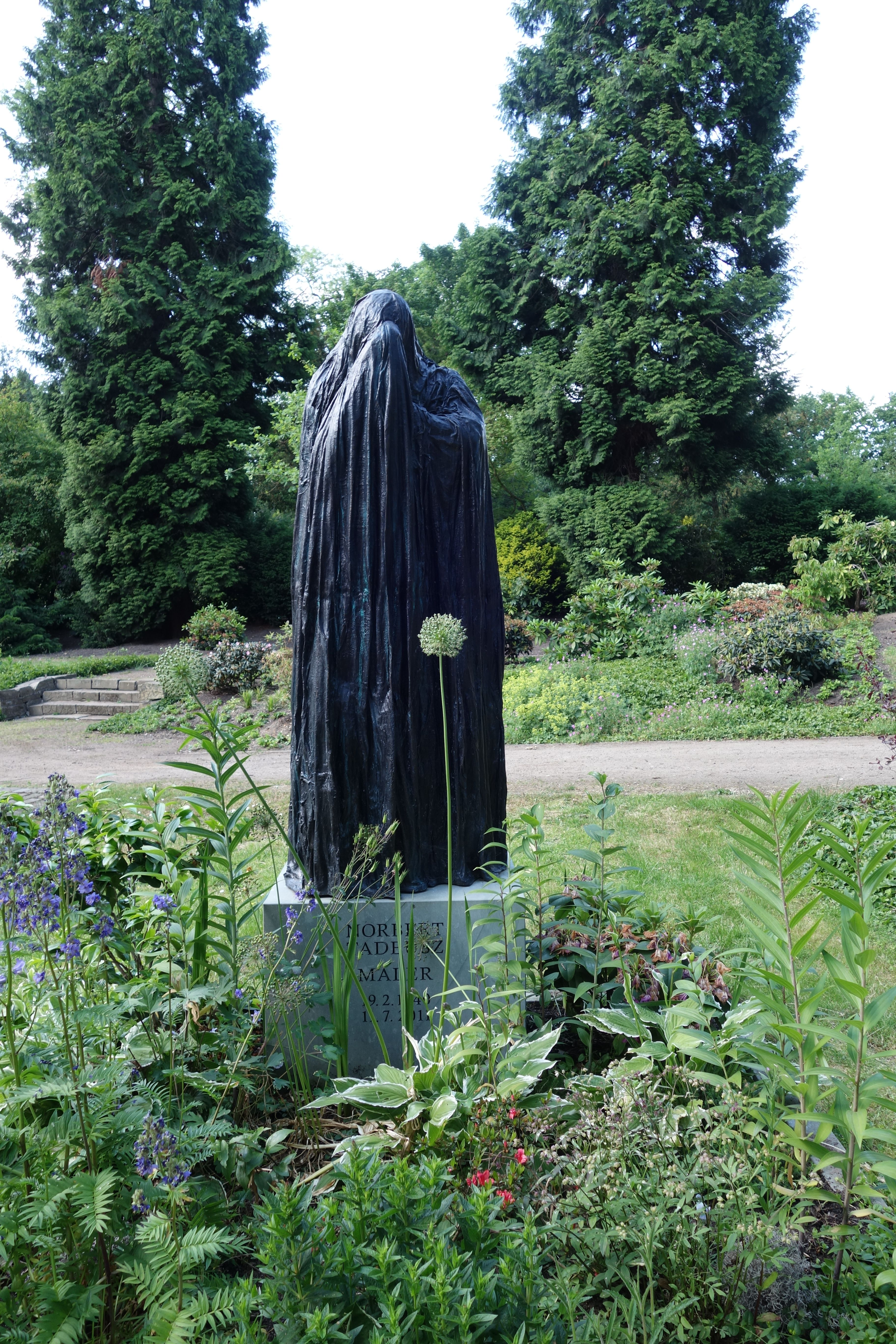
Grabstätte Norbert Tadeusz auf dem Düsseldorfer Nordfriedhof; die Skulptur von Christian Lemmerz wurde im August 2024 gestohlen (Foto 2015)

Norbert Tadeusz war Mitglied des Deutschen Künstlerbundes, an dessen Jahresausstellungen er zwischen 1980 und 1990 siebenmal teilnahm.

## Auszeichnungen und Ehrungen
- 1971: Förderpreis des Kulturkreises im Bundesverband der Deutschen Industrie
- 1978: Kunstpreis der Künstler, Düsseldorf
- 1983: Villa-Romana-Preis

## Ausstellungen (Auswahl)
- 1984: Von hier aus – Zwei Monate neue deutsche Kunst in Düsseldorf
- seit 1992: Tadeusz Pavillon, Museumsinsel Hombroich, Neuss
- 2004: Villa Wessel, Iserlohn
- 2008: Norbert Tadeusz, Ausstellung im Pumpwerk Evinger Bach
- 2008: Galerie Beyer, Dresden
- 2010: Ausstellung in der Galerie Noah in Augsburg
- 2010: Time After Time. Norbert Tadeusz zum 70. im Mönchehaus Museum Goslar
- 2010: bodenlos! in der Kunsthalle Darmstadt
- 2011: So weit das Auge reicht… Galerie Wolfgang Gmyrek, Düsseldorf (Kat.)
- 2012–2013: Nighthawks, Jablonka Galerie in der Böhm Chapel
- 2013: Cavalli, Galerie Utermann, Dortmund
- 2013: Norbert Tadeusz, „Skulpturen, Zeichnungen und Aquarelle 1960–80“, Galerie Fred Jahn, München
- 2013: Norbert Tadeusz, „Die Wirklichkeit ist wie sie ist“, Kunstverein Ulm
- 2015: Norbert Tadeusz. Gemälde 1978–2002, Kunstsammlung Chemnitz
- 2015: Materie und Gedächtnis, Sammlung Hurrle, Durbach
- 2015: STUDIO, Works by Norbert Tadeusz, ESMoA und LACMA, Los Angeles; kuratiert von Michael Govan und Nana Bahlmann
- 2015: Norbert Tadeusz, Galerie Bernheimer, München
- 2016: MEAT, Faurschou Foundation, Beijing und Hong Kong
- 2016: Ole!, Galerie Beck & Eggeling, Düsseldorf
- 2017:  Hummelglück, Galerie Beck & Eggeling, Düsseldorf
- 2018:  Tadeusz.Figur, Galerie Beck & Eggeling, Wien
- 2019:  Norbert Tadeusz – Malerei und Zeichnung aus 30 Jahren, Galerie Noah, Augsburg
- 2019/20: Norbert Tadeusz, Museum Kunstpalast, Düsseldorf
- 2020:  Norbert Tadeusz Galerie Jahn und Jahn, München
- 2020:  Nobert Tadeusz, LWL Museum für Kunst und Kultur, Münster
- 2020:  Christian Lemmerz & Norbert Tadeusz, Horsens Art Museum, Horsens, Dänemark